# Oceania Cruises
Oceania Cruises è una compagnia di navigazione statunitense controllata dalla holding Norwegian Cruise Line Holdings Ltd. È la più grande società di crociere di lusso del mondo, ha sede a Miami, in Florida ed opera a livello globale con sei navi da crociera.

## Storia
Oceania Cruises è stata fondata nel 2002 dai veterani del settore crocieristico di lusso Frank Del Rio, Bob Binder e Joe Watters. Il team di gestione fondatore comprendeva anche i veterani del settore Robin Lindsay, James Rodriguez, Jeff Drew e Howard Sherman.
La compagnia noleggiò l'ex nave da crociera R Two di Cruise Cruise e la ribattezzò Insignia nell'ottobre 2002.  Nell'aprile del 2003 Insignia fu noleggiata per tre mesi dall'agenzia di viaggi francese TRM, durante la quale Oceania Cruises non gestiva navi. Il 15 giugno 2003 Oceania Cruises riprese il servizio con due navi: la Insignia fu ribattezzata Regatta  e una nuova nave ( R One , una nave gemella della Insignia / Regatta , anch'essa noleggiata da Cruiseinvest entrò in servizio come nuova Insignia .
Nel novembre 2005, una terza nave di classe R entrò in servizio per Oceania Cruises quando la compagnia noleggiò la R Five da Cruiseinvest e la ribattezzò Nautica.
Nel febbraio 2007, la maggior azione della Oceania Cruises è stata ceduta ad Apollo Management. Il mese successivo l'Oceania fece un accordo d'intesa con il cantiere navale Fincantieri in Italia per costruire due nuove navi da 1.250 passeggeri. Il contratto è stato concluso nel giugno 2007, con le date di consegna per le nuove navi della classe Oceania fissate per gennaio 2011 e luglio 2011. Il contratto include anche un'opzione per una terza nave dello stesso tipo che potrebbe essere consegnata in Maggio 2012, ma Oceania ha rifiutato l'opzione.
Dopo essere stato noleggiato per due anni a Hapag-Lloyd come Columbus 2, Insignia è tornato alla flotta nel 2014.
Il 2 settembre 2014, Norwegian Cruise Line ha acquistato Prestige Cruise Holdings, la società madre di Oceania Cruises e Regent Seven Seas Cruises, per $ 3,025 miliardi.
Il 25 novembre 2014, Norwegian Cruise Line ha annunciato un accordo definitivo con Princess Cruises per l'acquisto di Ocean Princess per Oceania Cruises, al momento della consegna nel marzo 2016, la nave ha subito un rinnovo di 35 giorni e $ 40 milioni a Marsiglia, in Francia, per diventare Sirena.
Nell'agosto 2018, Oceania Cruises ha annunciato l'intenzione di rinnovare ciascuna delle sue quattro navi come parte del programma OceaniaNEXT da 100 milioni di dollari.
Nell'agosto del 2025 viene annunciato dalla compagnia di aggiungere il prefisso "Oceania" al nome delle navi a partire dalle nuove costruzioni, le gemelle Oceania Sonata (2027) e Oceania Arietta (2029).
Lo stesso giorno, viene annunciato anche che, con l'entrata in servizio della prima gemella, verrà ritirata l'Insignia.

## Flotta
La sua flotta, comprendente un totale di otto navi in servizio, è composta da:
| Nave     | Immagine | Classe  | Stazza (t.s.l.) | Lunghezza (m) | Larghezza (m) | Ponti | Passeggeri | Membri equipaggio | Anno | Cantiere                                  | Entrata in servizio per Oceania | Note |
| -------- | -------- | ------- | --------------- | ------------- | ------------- | ----- | ---------- | ----------------- | ---- | ----------------------------------------- | ------------------------------- | --- |
| Insignia |          | Regatta | 30277           | 180,96        | 25,46         | 9     | 826        | 386               | 1998 | Chantiers de l'Atlantique (Saint-Nazaire) | 2004/2014                       | Precedentemente denominata R One ed Columbus 2 Ad aprile del 2025 viene annunciata la vendita a Crescent Seas a partire dalla fine del 2027 |
| Regatta  |          | Regatta | 30277           | 180,96        | 25,46         | 9     | 826        | 386               | 1998 | Chantiers de l'Atlantique (Saint-Nazaire) | 2003                            | Precedentemente denominata R Two ed Insignia Ristrutturata nel 2014                                                                         |
| Sirena   |          | Regatta | 30277           | 180,96        | 25,46         | 9     | 826        | 386               | 1999 | Chantiers de l'Atlantique (Saint-Nazaire) | 2016                            | Precedentemente denominata R Four e Ocean Princess                                                                                          |
| Nautica  |          | Regatta | 30277           | 180,96        | 25,46         | 9     | 826        | 386               | 2000 | Chantiers de l'Atlantique (Saint-Nazaire) | 2005                            | Precedentemente denominata R Five Ristrutturata nel 2014                                                                                    |
| Marina   |          | Oceania | 66084           | 238,35        | 32            | 11    | 1250       | 800               | 2011 | Fincantieri (Sestri Ponente)              | 2011                            | Prima nave costruita per Oceania |
| Riviera  |          | Oceania | 66084           | 238,35        | 32            | 11    | 1250       | 800               | 2012 | Fincantieri (Sestri Ponente)              | 2012                            | |
| Vista    |          | Allura  | 67.817          | 242           | 36            | 15    | 1218       | 800               | 2023 | Fincantieri (Sestri Ponente)              | 2023                            | |
| Allura   |          | Allura  | 67.817          | 242           | 36            | 15    | 1218       | 800               | 2025 | Fincantieri (Sestri Ponente)              | 2025                            | |

### In costruzione
L'8 gennaio 2019, Oceania Cruises ha annunciato di aver ordinato la costruzione di due nuove navi nei cantieri navali Fincantieri per un costo di oltre $ 650 milioni per nave. Le navi saranno 67.000 tonnellate lorde e avranno una capacità di 1.200 passeggeri. Sono previste per il 2022 e il 2025.
Nell'aprile 2024 sono state ordinate a Fincantieri due navi da 1.450 passeggeri e 86.000 tonnellate di stazza lorda , la prima delle quali sarà consegnata nel 2027 e la seconda nel 2029.
Sonata